# Các cuộc chiến tranh Balkan
Các cuộc chiến tranh Balkan dùng để chỉ hai cuộc xung đột diễn ra tại bán đảo Balkan miền đông nam châu Âu trong hai năm 1912 và 1913.
Chiến tranh Balkan lần thứ nhất nổ ra vào ngày 8 tháng 10 năm 1912 khi Bulgaria, Hy Lạp, Montenegro và Serbia (xem Liên minh Balkan), vốn có số dân thuộc các sắc tộc của họ sinh sống trong các vùng thuộc chủ quyền người Ottoman, đã đồng loạt tấn công Đế quốc Ottoman, kết thúc năm thế kỷ cai trị của người Thổ ở Balkan trong một chiến dịch kéo dài 7 tháng mà kết quả là dẫn đến việc ký kết Hiệp ước Luân Đôn.
Chiến tranh Balkan lần thứ hai nổ ra vào ngày 16 tháng 6 năm 1913 khi Bulgaria không hài lòng với sự phân chia quyền lời của họ ở Macedonia, việc này vốn được diễn ra bí mật giữa các cựu đồng minh của họ là Serbia và Hy Lạp. Quân đội các nước này đã đẩy lui cuộc tấn của lực lượng Bulgaria và đưa quân đánh trả vào sâu lãnh thổ Bulgaria, trong khi România và Đế quốc Ottoman lợi dụng cơ hội này để can thiệp vào Bulgaria nhằm đạt được lợi lộc về lãnh thổ. Kết quả của cuộc xung đột này là Hiệp ước Bucharest khiến Bulgaria mất hết phần lớn lãnh thổ mà họ đạt được trong chiến tranh Balkan lần thứ nhất.